# Matjaž Brumen - Matt
Matjaž Brumen - Matt, strokovnjak za spletni marketing in režiser, 10. februar 1979, Ljubljana.

## Življenjepis
Leta 1996 produciral in režiral v lastni produkciji štiri 15-minutne igrane oddaje z naslovom Čarodej za lokalne televizije po Sloveniji. Leta 1996 nagrajen za najboljši video kratki film z naslovom Srednje šole v boju proti cigaretam. Nagrajeni film se je prikazoval na različnih dogodkih v podporo boju proti cigaretam.
Od leta 1998 do 2001 delal na TevePika, kot režiser mnogih oddaj. Leta 1999 postal vodja realizacije za celotno televizijo. Avtorsko pripravil preko 20 daljših oddaj za televizijo.
Leta 2001 prestopil iz televizijske produkcije v produkcijo reklam in video spotov, kjer je začel pri Vepri Productions, kot vfx artist (vizualni effekti in video grafika). Nato je prestopil k produkcijski hiši Kerozin, skupaj s producentom filma Tomijem Cegnarjem, kjer sta začela s produkcijo visoko proračunskih glasbenih spotov za Slovenijo in tujino. Pod produkcijo Kerozin je režiral videospote za Game Over, Colonia, Goran Karan, Kingston, Minea…
Konec leta 2003 s producentom Tomijem Cegnarjem zapustita produkcijo Kerozin in ustanovita svojo produkcijsko hišo KJU.
Leta 2003 in 2004 pod KJU režira mnogo video spotov za Jan Plestenjak, Game Over, Pika Božič, Zablujena Generacija in reklam (Target, Adriatic Web…). Leta 2004 nominiran za režijo najboljšega videospota na hrvaškem za nagrado Porin 2004 – za video spot Colonia Cest la vie. 
Leta 2005 režiral mnogo reklam za produkcijske hiše KJU, Arkadena Film, Super 16 (WV – Porshe Avto, Tuš, Subrina…). Leta 2005 režiral tudi mnogo glasbenih spotov za Evropske glasbene založbe iz Nemčije, Lihtenštajna, Avstrije.
Leta 2004/2005 režiral in spisal kratki film 46 Minut, ki je bil premierno prikazan na televiziji, ter naknadno zaradi zanimanja gledalcev postal prvi kratki slovenski film, ki je bil predvajan v redni distribuciji v kinodvoranah po Sloveniji. Septembra 2006 je izšel tudi na DVD-ju v okviru redne prodaje in izposoje DVD-jev v Sloveniji.
Leta 2006 spisal scenarij za celovečerni film Escape, po knjižni predlogi Izpoved iz harema, katerega je odkupila angleška produkcijska hisa True story films v kateri produkciji sodeluje kot scenarist in second unit director. 
Leta 2005/2007 režiral več reklamnih spotov pod okriljem KJU, VPK, Arkadena film in MTV Adrie (Subrina, Sony, Vega, MTV Europe Foundation, Whitedent, Candy, Tuš, Mehano…).
Leta 2010 je prevzel vodenje postprodukcije na VPK in leta 2013 prestopil kot Vodja kreative na Studio Ritem.
Od leta 2011 se veliko posveča spletnemu marketingu, socialnim omrežjem in video produkciji. Leta 2014 je ustanovilspletno oglaševalsko agencijo DOT357, kjer svetuje različnim klientom o spletnem marketingu, SEO - spletni optimizaciji strani, plačljivemu spletnem oglaševanju, video produkciji.

## Dela

#### Režiser
- 2006 - Escape (True Story Films), celovečerni igrani film - scenarij
- 2005 - 46 Minut (KJU), kratki igrani, režija in scenarij